# Сівар Бусетта
Сівар Бусетта (араб. سوار بوستّة; нар. 23 липня 1999) — туніська борчиня вільного стилю, чемпіонка, срібна та бронзова призерка чемпіонатів Африки, бронзова призерка Африканських ігор, Середземноморська чемпіонка, срібна призерка Середземноморських ігор, чемпіонка Франкомовних ігор, учасниця двох Олімпійських ігор.

## Життєпис
У 2014 році стала чемпіонкою Африки серед кадетів. Того ж року здобула срібну медаль на чемпіонаті Африки серед юніорів. У 2017 році стала. Повторювала цей результат на юніорських континентальних першостях у 2018 і 2019 роках.
У 2021 році на олімпійському кваліфікаційному турнірі в Гаммаметі посіла перше місце, здобувши ліцензію на літні Олімпійські ігри в Токіо. На Олімпіаді Бусетта поступилася в першому раунді представниці України Тетяні Кіт (туше). Оскільки українська спортсменка не пройшла до фіналу, Сівар Бусетта не змогла взяти учать у втішних сутичках за бронзову нагороду, посівши у підсумку п'ятнадцяте місце.

## Спортивні результати на міжнародних змаганнях

### Виступи на Олімпіадах
| Змагання                    | Збірна | Вагова категорія          | Місце |
| --------------------------- | ------ | ------------------------- | ----- |
| Літні Олімпійські ігри 2020 | Туніс  | жіноча боротьба, до 57 кг | 15    |
| Літні Олімпійські ігри 2024 | Туніс  | жіноча боротьба, до 62 кг | 13    |

### Виступи на Чемпіонатах світу
| Змагання                        | Збірна | Вагова категорія          | Місце |
| ------------------------------- | ------ | ------------------------- | ----- |
| Чемпіонат світу з боротьби 2023 | Туніс  | жіноча боротьба, до 59 кг | 16    |

### Виступи на Чемпіонатах Африки
| Змагання                         | Збірна | Вагова категорія           | Місце  |
| -------------------------------- | ------ | -------------------------- | ------ |
| Чемпіонат Африки з боротьби 2020 | Туніс  | жіноча боротьба, до 57 кг  | Бронза |
| Чемпіонат Африки з боротьби 2022 | Туніс  | жіноча боротьба, до 59 кг  | Срібло |
| Чемпіонат Африки з боротьби 2023 | Туніс  | жіноча боротьба, до 59 кг  | Золото |
| Чемпіонат Африки з боротьби 2023 | Туніс  | пляжна боротьба, до W60 кг | 4      |

### Виступи на Африканських іграх
| Змагання              | Збірна | Вагова категорія          | Місце  |
| --------------------- | ------ | ------------------------- | ------ |
| Африканські ігри 2019 | Туніс  | жіноча боротьба, до 57 кг | Бронза |

### Виступи на Середземноморських чемпіонатах
| Змагання                                     | Збірна | Вагова категорія          | Місце  |
| -------------------------------------------- | ------ | ------------------------- | ------ |
| Середземноморський чемпіонат з боротьби 2018 | Туніс  | жіноча боротьба, до 55 кг | Золото |

### Виступи на Середземноморських іграх
| Змагання                    | Збірна | Вагова категорія          | Місце  |
| --------------------------- | ------ | ------------------------- | ------ |
| Середземноморські ігри 2022 | Туніс  | жіноча боротьба, до 57 кг | Срібло |

### Виступи на Франкомовних іграх
| Змагання              | Збірна | Вагова категорія          | Місце  |
| --------------------- | ------ | ------------------------- | ------ |
| Франкомовні ігри 2023 | Туніс  | жіноча боротьба, до 59 кг | Золото |

### Виступи на Іграх ісламської солідарності
| Змагання                          | Збірна | Вагова категорія          | Місце |
| --------------------------------- | ------ | ------------------------- | ----- |
| Ігри ісламської солідарності 2022 | Туніс  | жіноча боротьба, до 57 кг | 5     |

### Виступи на інших змаганнях
| Змагання                                                          | Збірна | Вагова категорія          | Місце  |
| ----------------------------------------------------------------- | ------ | ------------------------- | ------ |
| Турнір Яшара Догу 2018                                            | Туніс  | жіноча боротьба, до 55 кг | 4      |
| Турнір Дана Колова — Николи Петрова 2019                          | Туніс  | жіноча боротьба, до 53 кг | 16     |
| Турнір Яшара Догу 2019                                            | Туніс  | жіноча боротьба, до 57 кг | 10     |
| Меморіал Іона Корнеану і Ладислава Сімона 2019                    | Туніс  | жіноча боротьба, до 57 кг | Золото |
| Олімпійський кваліфікаційний турнір з боротьби 2020 (Хаммамет)    | Туніс  | жіноча боротьба, до 57 кг | Золото |
| Турнір Яшара Догу 2021                                            | Туніс  | жіноча боротьба, до 57 кг | 4      |
| Турнір Зухає Сгає 2022                                            | Туніс  | жіноча боротьба, до 59 кг | Бронза |
| Гран-прі Франції Анрі Деглана 2024                                | Туніс  | жіноча боротьба, до 62 кг | Срібло |
| Klippan Lady Open 2024                                            | Туніс  | жіноча боротьба, до 62 кг | Срібло |
| Турнір Дана Колова — Николи Петрова 2024                          | Туніс  | жіноча боротьба, до 62 кг | 5      |
| Олімпійський кваліфікаційний турнір з боротьби 2024 (Александрія) | Туніс  | жіноча боротьба, до 62 кг | Золото |
| Меморіал Імре Поляка та Яноша Варги 2024                          | Туніс  | жіноча боротьба, до 62 кг | 10     |
| Відкритий чемпіонат Польщі з боротьби 2024                        | Туніс  | жіноча боротьба, до 62 кг | Бронза |

### Виступи на змаганнях молодших вікових груп
| Змагання                                                   | Збірна | Вагова категорія          | Місце  |
| ---------------------------------------------------------- | ------ | ------------------------- | ------ |
| Чемпіонат Африки з боротьби серед кадетів 2016             | Туніс  | жіноча боротьба, до 46 кг | Золото |
| Чемпіонат Африки з боротьби серед юніорів 2016             | Туніс  | жіноча боротьба, до 48 кг | Срібло |
| Середземноморський чемпіонат з боротьби серед юніорів 2016 | Туніс  | жіноча боротьба, до 51 кг | Золото |
| Чемпіонат світу з боротьби серед юніорів 2017              | Туніс  | жіноча боротьба, до 51 кг | 16     |
| Чемпіонат Африки з боротьби серед юніорів 2018             | Туніс  | жіноча боротьба, до 53 кг | Срібло |
| Середземноморський чемпіонат з боротьби серед юніорів 2018 | Туніс  | жіноча боротьба, до 53 кг | Золото |
| Чемпіонат світу з боротьби серед юніорів 2018              | Туніс  | жіноча боротьба, до 55 кг | 10     |
| Чемпіонат Африки з боротьби серед юніорів 2019             | Туніс  | жіноча боротьба, до 53 кг | Срібло |
| Середземноморський чемпіонат з боротьби серед молоді 2019  | Туніс  | жіноча боротьба, до 53 кг | Золото |
| Чемпіонат світу з боротьби серед молоді 2022               | Туніс  | жіноча боротьба, до 57 кг | 5      |